# Japaraíba
Japaraíba este un oraș în Minas Gerais (MG), Brazilia.